# 대전예지중고등학교
대전예지중고등학교는 대전광역시 서구 괴정동에 있는 중·고등학교 과정의 2년제 학력인정 평생교육시설이다.

## 학교 연혁
- 1993년 2월 3일 - (구)대전주부학교
- 1997년 8월 4일 - 학력인정 대전예지중고등학교 설립인가 [사회교육법 제10조 제2항]
- 1998년 3월 2일 - 개교 및 제1회 입학식 [중-82명 / 고-64명]
- 2001년 2월 14일 - 제1회 졸업식 [중-114명 / 고-99명]
- 2005년 2월 25일 - 중·고 2년제(1년 3학기제) 승인 [평생교육법 제20조 제2항]
- 2007년 2월 8일 - 제7회, 제8회 졸업식 [7회(3년제), 8회(2년제)]
- 2010년 7월 21일 - 재단법인 예지재단 설립
- 2012년 3월 28일 - (재)예지재단 지위승계
- 2024년 2월 11일 - 제25회 졸업식 [중-87명 / 고-177명 / 대학-134명]
- 졸업생 누계 <중- 2,516명 , 고- 3,375명>
- 2024년 3월 4일 - 제27회 입학식 [중-120명 / 고-162명]